# Colletes carinatus
Colletes carinatus là một loài Hymenoptera trong họ Colletidae. Loài này được Radoszkowski mô tả khoa học năm 1891.